# Орвинио
Орвинио (итал. Orvinio) је насеље у Италији у округу Ријети, региону Лацио.
Према процени из 2011. у насељу је живело 409 становника. Насеље се налази на надморској висини од 814 м.

## Становништво
Према резултатима пописа становништва 2011. у општини је живело 448 становника.
| 1931. | 1936. | 1951. | 1961. | 1971. | 1981. | 1991. | 2001. | 2011. |
| ----- | ----- | ----- | ----- | ----- | ----- | ----- | ----- | ----- |
| 1.529 | 1.405 | 1.194 | 880   | 633   | 424   | 456   | 427   | 448   |